# Cerapachys coecus
Cerapachys coecus är en myrart som först beskrevs av Mayr 1897.  Cerapachys coecus ingår i släktet Cerapachys och familjen myror. Inga underarter finns listade.